# Kameralamt Öhringen
Das Kameralamt Öhringen war eine Einrichtung des Königreichs Württemberg, die im Amtsbezirk Besitz und Einkommen des Staates verwaltete. Es bestand von 1806 bis 1922 in Öhringen. Das Kameralamt wurde im Rahmen der Neuordnung der Staatsfinanzverwaltung im Königreich Württemberg geschaffen.

## Geschichte
Gemäß Verordnung vom 7. Juli 1807 wurden dem Kameralamt Öhringen folgende Patrimonialämter zugeteilt: 
- Adolzfürst, der Herrschaft Hohenlohe-Schillingsfürst,
- Beutingen, der Herrschaft Hohenlohe-Ingelfingen,
- Mainhardt, der Herrschaft Hohenlohe-Bartenstein,
- Michelbach, der Herrschaft Hohenlohe-Ingelfingen,
- Neuenstein, der Herrschaft Hohenlohe-Ingelfingen.

Laut Verordnung vom 6. Juni 1819 hat das Kameralamt Öhringen an das Kameralamt Weinsberg folgende Orte abgetreten: 
- Schultheisserei Lachweiler mit Lachweiler, Dürrmast, Frohnfalls, Geilsbach, Geisselhardt, Haubühl, Hausenbühl, Heumaden, Neuwirtshaus, Rappenhof, Schönhart, Schuppach, Steinbühl, Storchsnest, Streithag,
- Schultheisserei Maienfels mit Maienfels, Oberbrettach mit Klumpenhof, Busch, Kreuzle, Ochsenhöfle mit Bärenbronn, Kühhof, Laurenhof, Plapphof, Walklensweiler, Oberheimbach mit Berg und Happbühl,
- Schultheisserei Mainhardt mit Mainhardt und Baad, Vorder-, Mittel- und Neusägmühl, Hammerschmiede, Dennhof, Hohenstrassen, Wiedhof,
- Schultheisserei Finsterrot mit Finsterrot, Amertsweiler, Hals, Hasenhof, Laukenmühle, Rugenweiler, Weihenbronn; in der Schultheisserei Unterheimbach den Ort Unterheimbach mit Jägerhaus, Geddelsbach und Herrenhölzle

und 
- vom Kameralamt Schöntal übernommen: Sindringen mit Neuzweiflingen und Ziegelhütte, Buchhof,
- vom Kameralamt Künzelsau übernommen: Stab Ernsbach, Stab Forchtenberg, Stab Kupferzell mit Kupferzell, Belzhaag, Fessbach, Gaisbach, Haag, Eslinsweiler, Künzbach, Kemmeten, Kuhbach, Obernhof, Unternhof, Rehbach, Rüblingen, Schafhof, Ulrichsberg, Weckhof; Stab Westernach mit Westernach, Eschental, Bauersbach, Goggenbach, Hesselbronn mit Rieden; Stab Wohlmuthausen mit Wohlmuthausen, Neureut, Neufels, Ohrbachhof, Schwarzenweiler, Stolzeneck und vom Stab Zweiflingen-Tiefensall.

Durch Verfügung vom 26. September 1839 hat das Kameralamt Öhringen die Orte Kochersteinsfeld und Lampoldshausen an das Kameralamt Neuenstadt abgetreten.
Gemäß Verordnung vom 6. März 1843 hat das Kameralamt Öhringen vom Kameralamt Weinsberg die Gemeinde Geisselhardt mit Parzellen übernommen.